# Ткаченко, Александр Игоревич
Алекса́ндр И́горевич Ткаче́нко (укр. Олександр Ігорович Ткаченко; род. 19 февраля 1993, Украинка, Киевская область) — украинский футболист, вратарь клуба «Пршеперже».

## Игровая карьера

### Ранние годы
Родился в городе Украинка Обуховского района Киевской области. С семи лет играл за школьную команду на областных соревнованиях. Первый тренер Владимир Коломиец. Однажды вместе с другом Ткаченко посетил тренировку «Динамо», после чего ему предложили заниматься в динамовской школе в качестве нападающего. В 13-летнем возрасте по совету тренера Валерия Владимировича Шабельникова Ткаченко переквалифицировался с игрока во вратаря. В рамке ворот «Динамо» Ткаченко в 2007 и 2008 годах по два раза выигрывал чемпионат и Кубок города Киева.

### «Динамо»
В 2011 году футболист выл зачислен в молодёжную команду киевлян. Во время первого сбора с «молодёжкой» Ткаченко, в составе киевлян, принимал участие в международном турнире в Хорватии, где стал героем финального матча. В решающей игре киевскому «Динамо» противостояли хозяева — одноклубники из Загреба. Основное время матча завершилось вничью. В серии послематчевых пенальти Ткаченко отразил три удара с «точки» и принёс «бело-синим» победу, а себе — титул лучшего вратаря. В сезоне 2012/13 Ткаченко в составе «молодёжки» Александра Хацкевича в основном уступал место в воротах Бущану и Бойко, в связи с чем провёл всего 2 игры, одну из которых — в стартовом составе. В том же сезоне за команду U-19 Валентина Белькевича сыграл 8 матчей (6 — в старте). В её составе становился победителем чемпионата Украины среди юношеских команд.

### «Ворскла»
Летом 2013 года заключил долгосрочный контракт с полтавской «Ворсклой». Через 2 года — 9 августа 2015 в игре против донецкого «Шахтёра» дебютировал в Премьер-лиге.

## Международная карьера
С 2011 года Ткаченко выступал за юношеские сборные Украины разных возрастов. Являлся одним из ключевых игроков команды U-19 Олега Кузнецова в отборе на Евро-2012. Дебютировал в турнирах под эгидой УЕФА Александр 10 ноября 2011 года в матче против сверстников из Казахстана. Выиграл серию пенальти в решающем матче отборочного раунда против Швейцарии. Играл за «жёлто-синих» в матчах элитного раунда отбора.
В составе молодёжной сборной Украины в 2014 году становился победителем Кубка Содружества.

## Достижения
- Бронзовый призёр чемпионата Украины: 2017/18
- Финалист Кубка Украины: 2019/20